# Oliwiaczek skryty
Oliwiaczek skryty, tyranik skryty (Zimmerius villarejoi) – gatunek małego ptaka z rodziny tyrankowatych (Tyrannidae). Występuje endemicznie w północnej części Peru. Nie jest zagrożony wyginięciem.
Taksonomia
Gatunek ten opisali naukowo José Alvarez Alonso i Bret M. Whitney w 2001 roku na łamach czasopisma „The Wilson Bulletin”. Jest to gatunek monotypowy.
Morfologia
Długość ciała około 10,5 cm, masa ciała 6–7 g. Obie płcie są do siebie podobne.
Ekologia
Jego naturalnym środowiskiem są słabo odwadniane lasy o wysokości 12–18 m na glebach z białym piaskiem. Wydaje się, że rozmieszczenie oliwiaczka skrytego pokrywa się z rozmieszczeniem dwóch lub trzech gatunków drzew. Ptak ten występuje w przedziale wysokości 110–1100 m n.p.m. W skład jego diety wchodzą małe stawonogi i owoce.
Status
IUCN od 2022 roku uznaje oliwiaczka skrytego za gatunek najmniejszej troski (LC, Least Concern); wcześniej, od 2002 roku był on uznawany za gatunek narażony (VU, Vulnerable). Jest rzadki i rozmieszczony plamowo, liczebność populacji szacuje się na 10000–19999 dorosłych osobników. Trend liczebności populacji uznawany jest za spadkowy ze względu na utratę i degradację siedlisk spowodowaną pozyskiwaniem drewna.